# Abraham Fraenkel
Abraham Fraenkel (hebreu: אברהם הלוי (אדולף) פרנקל)  (Múnic, 17 de febrer de 1891 - Jerusalem, 15 d'octubre de 1965) va ser un matemàtic israelià d'origen alemany.

## Vida i Obra
Fraenkel, que era fill d'un comerciant de llana, líder religiós del judaïsme ortodox i economista conseller del govern alemany, va fer els estudis secundaris a Múnic. Els estudis universitaris els va fer a partir de 1909 canviant d'universitat, de tal forma que va passar per les universitats de Múnic, Marburg, Berlín i Breslau. El 1914 va obtenir el doctorat amb una tesi dirigida per Kurt Hensel en la qual va establir per primera vegada una definició axiomàtica d'anell.
En esclatar al Primera Guerra Mundial va ser mobilitzat va passar els anys següents com soldat de l'exèrcit alemany. Va intentar, sense èxit, lluitar en les unitats alemanyes que combatien a Palestina al costat dels otomans.
El 1919, acabada la guerra, va ser nomenat professor de la universitat de Marburg, en la qual va romandre fins al 1928. El curs següent va ser nomenat professor de la universitat de Kiel, en la que només hi va estar un curs, ja que el 1929 va demanar i obtenir un permís de dos cursos per anar a la universitat Hebrea de Jerusalem. A més de jueu ortodox, Fraenkel era un fervent sionista i volia ajudar a millorar una universitat recentment fundada, tot i que era excessivament laica pel seu gust. El 1931 va retornar a Kiel, però l'arribada dels nazis al poder el 1933, va fer que tornés a marxar a la universitat de Jerusalem, de la qual es va retirar el 1959. Encara va continuar la seva carrera académica uns anys fent classes a la universitat Bar-Ilan, propera a Tel-Aviv i una mica més confesional que la de Jerusalem.
El 1946, acabada la guerra amb la derrota nazi, va rebre una proposta de la universitat de Kiel per reprendre la seva càtedra, però va declinar enèrgicament la invitació (amb una carta escrita en hebreu i una traducció a l'anglès!) dient que no podria viure en un país en el que els seus habitants havien ignorat o col·laborat directament en la matança de sis million de jueus (incloent molts membres de la família holandesa de la seva dona).
Fraenkeñ és recordat, sobre tot, per les seves aportacions a l'axiomatització de la teoria de conjunts; tan és així que la F de la teoria ZFC correspon al seu cognom (Zermelo, Fraenkel, Choice).